# 美发师

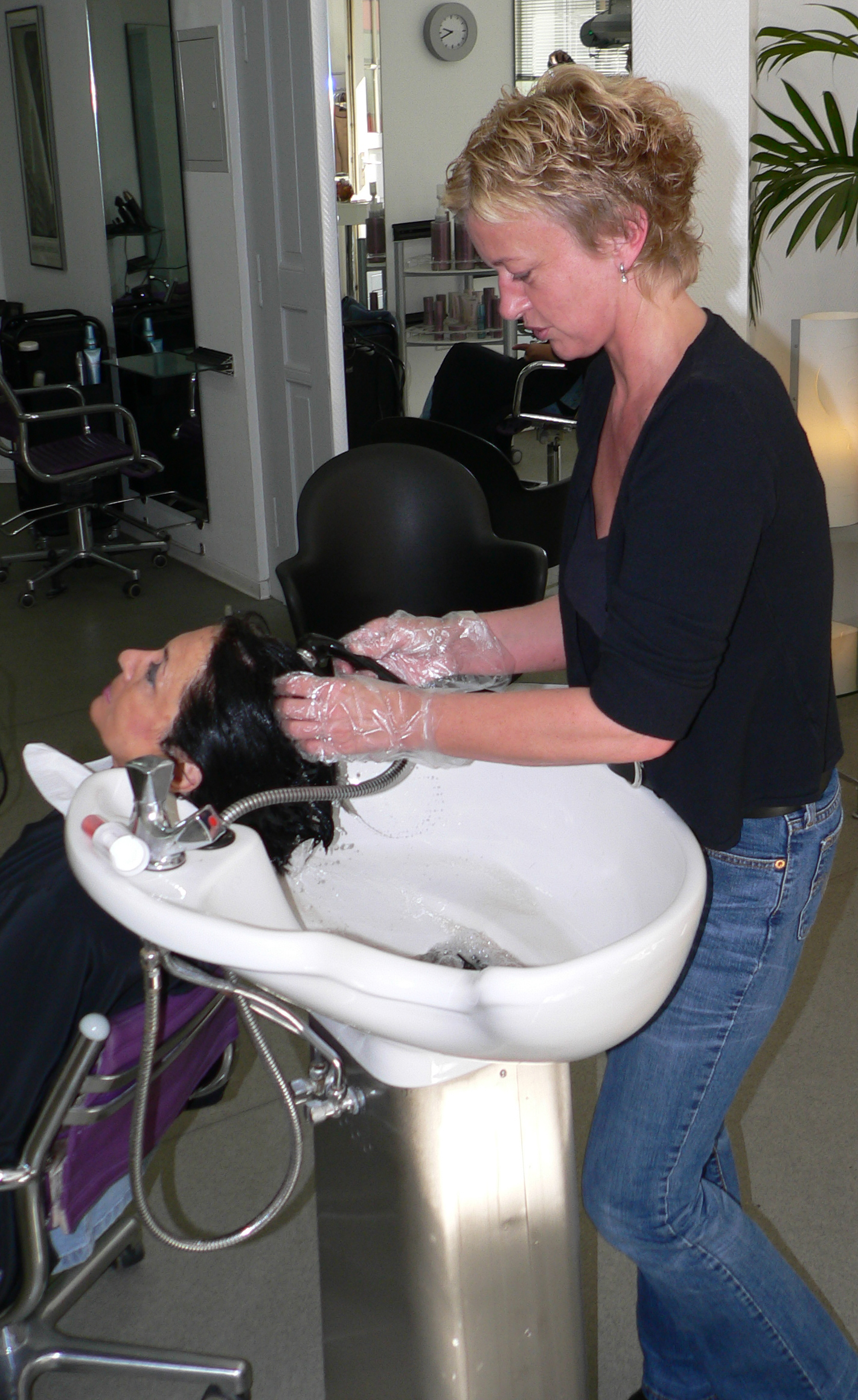
美发师

美发师是一種為顧客頭髮設計造型的職業，以改变或保持一个人的頭髮形象。这些可以用染髮、剪发和纹理烫等技術来实现。美发作为一种职业可以追溯到几千年前。已发现的古代艺术图画和绘画就有提到美髮工作。希腊作家阿里斯托芬和荷马都在他们的著作中提到美发。